# Mesophylax oblitus
Mesophylax oblitus är en nattsländeart som först beskrevs av Hagen 1865.  Mesophylax oblitus ingår i släktet Mesophylax och familjen husmasknattsländor. Inga underarter finns listade i Catalogue of Life.